# Armedangels
 (novembre 2023).
Armedangels est une entreprise de textile basée à Cologne, en Allemagne. Fondée en 2007, l'entreprise conçoit une variété de vêtements fabriqués à partir de textiles tel que du coton organique et vend via leur boutique en ligne ainsi qu'en magasin dans six pays. La marque a créé et produit des vêtements durables qui ont une certaine éthique et qui suivent à la mode, tout en tentant de pénétrer le marché des LOHAS. L'entreprise essaye de changer la perception des vêtements respectueux de l'environnement ayant un style hippie et non à la mode en étant perçue comme une marque 'hip' et 'chic'. De plus, l'entreprise s'est donné pour but de promouvoir un contexte social autour de l'industrie du textile et de travailler exclusivement avec des entreprises responsables qui sont certifiées par le commerce équitable. Parce qu'Armedangels se positionne en tant qu'entreprise socialement responsable, elle invite les membres de la communauté à partager leurs opinions sur la manière d'améliorer les processus de production, à donner des retours sur de nouveaux designs, et dans certains cas, à créer et demander leurs propres designs, notamment des nouveaux designs de t-shirts. Le but principal de la communauté est d'avoir une prise de conscience au sein de l'industrie du textile, et de pouvoir suivre les idées respectueuses de l'environnement qu'elle partage. La presse allemande a cité Armedangels comme étant un "guerrier écolo dans le sauvetage de la planète", qui contribue à côté de personnes "responsables" en incluant des célébrités telles que Natalie Portman, Leonardo DiCaprio et Al Gore.

## Histoire
L’entreprise a été fondée en janvier 2007 comme The Social Fashion Company GmbH par deux amis, Anton Jurina et Martin Höfeler. En 2009, les fondateurs ont gagné la première compétition d'entrepreneurs "Wirtschaftswoche" (en allemand: Gründerwettbewerb der Wirtschaftswoche) pour leur business modèle.

## Philosophie
La philosophie d'Armedangels est basée sur trois piliers principaux:
1. Être respectueux de l'environnement,
2. Supporter le commerce équitable,
3. Faire des donations à des organisations de charité[9].

Pour cette raison, ils utilisent un coton organique dans leur production de textile, tout en évitant des transports inutiles (pour réduire les émissions de CO2), ils essayent de payer plus que le salaire minimum aux agriculteurs en Inde, et ils donnent un euro de leurs bénéfices pour chaque produit vendu. Armedangels a montré son intérêt en donnant à la communauté et en collaborant de près avec trois organisations de charité: Pratham, Trinkwasserwald, et Viva con Agua.

## Collaborations
Les partenaires d'Armedangels ayant une approche éthique et durable conçoivent pour des marques de textile tels que: Kuyichi, Terra Plana, Stewart & Brown, et KnowledgeCotton Apparel. À la fin de 2009, la marque commença des collaborations avec l'actrice allemande Cosma Shiva Hagen et la star de TV allemande  Collien Fernandes. En juin 2010, la marque de vêtements a produit avec le topmodel allemand Eva Padberg et son mari Niklas Worgt. Ils ont conçu leur propre t-shirt "Two Hearts - One Rhythm" qui a été vendu en ligne.